# Сапарово
Сапарово (удм. Шайтангурт) — деревня в Завьяловском районе Удмуртской Республики Российской Федерации.

## География
Находится по берегу реки Якшур, в 26 км к юго-востоку от центра Ижевска и в 14 км к юго-востоку от Завьялово.

### Уличная сеть
Урбонимы: улицы — Валлапал, Вукоболяк, Калмез, Молодёжная, Порпал, Сосновая, Уродпал, Шорболяк.

## История
До 25 июня 2021 года входила в состав Бабинского сельского поселения, упразднённое в связи с преобразованием муниципального района в муниципальный округ.

## Население
| 2010 | 2012 |
| ---- | ---- |
| 298  | ↘293 |

### Национальный и гендерный состав
Согласно результатам переписи 2002 года, в национальной структуре населения удмурты составляли 91 % из 277 чел., из них 131 мужчина, 146 женщин.

## Инфраструктура
Личное подсобное хозяйство.
Установлен памятник «Бойцам, погибшим в годы Великой Отечественной войны».

## Транспорт
Деревня доступна автотранспортом. 